# Happiness in Slavery
Happiness in Slavery è una canzone dei Nine Inch Nails, presente nell'EP Broken, e pubblicata come singolo nel novembre 1992.
I Nine Inch Nails vinsero un Grammy Award nel 1995 (nella categoria Best Metal Performance), grazie a questa canzone eseguita a Woodstock '94.
Il video della canzone, particolarmente cruento, fu subito censurato. Il protagonista è Bob Flanagan, noto personaggio statunitense, che prima si spoglia completamente, poi si fa torturare da una macchina che lo macella e gli strappa gli organi.
Contemporaneamente, Trent Reznor assiste alla scena da dentro una gabbia, ma alla fine va anche lui dentro la stanza della tortura.

## Tracce
1. A1 · "Happiness in Slavery" (Fixed version) (6:09)
2. A2 · "Happiness in Slavery" (Sherwood Slave remix) (2:17)
3. B1 · "Happiness in Slavery" (PK Slavery remix) (5:41)
4. B2 · "Happiness in Slavery" (Broken version) (5:21)